# Wybory prezydenckie we Francji w 1969 roku
Wybory prezydenckie we Francji roku 1969 – wybory na urząd prezydenta we Francji w 1969 roku. Wybory te zasługiwać mogą na miano przedterminowych, gdyż druga 7-letnia kadencja generała Charles’a de Gaulle’a (rozpoczęta na początku 1966) kończyć się miała dopiero w styczniu 1973. Jednakże de Gaulle ustąpił z urzędu po przegranym referendum w kwietniu 1969, co niosło za sobą konieczność zorganizowania nowej elekcji.

## Sytuacja
Wielu uważało, iż do klęski de Gaulle’a w referendum w sprawie regionów i reformy Senatu przyczynił się nie tylko brak poparcia ze strony sojuszniczych Niezależnych Republikanów, którym przewodził Valéry Giscard d’Estaing, czy zgodny sprzeciw opozycyjnych sił, ale i „krecia robota” niektórych gaullistów, którzy sądzili, iż należy wymienić de Gaulle’a (miał wtedy 78 lat, a poza tym konserwatywna część jego popleczników obawiała się jego koncepcji gospodarczych, czyli partycypacji). Były premier Georges Pompidou, który po wydarzeniach w maju 1968 roku został przeniesiony przez generała do rezerwy republiki (jego następcą na stanowisku szefa rządu został Maurice Couve de Murville, on zaś został deputowanym do Zgromadzenia Narodowego), w czasie pobytu w Rzymie oświadczył dziennikarzom, iż „nie jest dla nikogo tajemnicą, że będzie kandydował na stanowisko prezydenta Republiki, o ile będzie wolne”, zaznaczając wszelako, iż musi być przedtem wolne.
Pompidou uważany był przez większość gaullistów za jedynego możliwego sukcesora de Gaulle’a (miał mocną pozycję w partii po wielu latach w charakterze szefa rządu i sam generał nieraz mówił w swoim otoczeniu o takiej możliwości). Wciąż trwają spory, czy „deklaracja rzymska” była świadomym dążeniem do zmiany na stanowisku prezydenta (wyraźnie osłabiła szanse de Gaulle’a w referendum, a on sam zapowiedział, że w wypadku porażki natychmiast opuści Pałac Elizejski), czy też niewinną wypowiedzią.
Tak czy inaczej de Gaulle przegrał referendum i 28 kwietnia, po ponad 10 latach na stanowisku głowy państwa, ustąpił. Nowe wybory miały się odbyć niebawem.

## Kandydaci

### Potencjalni, ale ostatecznie nie zgłoszeni
- Francois Mitterrand, niekwestionowany przywódca lewicy niekomunistycznej, który kandydował już na prezydenta w roku 1965 (także z poparciem FKP) i przeszedł do drugiej tury. Jednakże porażka jego koncepcji (rezygnacja de Gaulle’a i stworzenie rządu tymczasowego pod przewodnictwem Pierre’a Mendes France’a) osłabiły jego pozycję, w związku z czym postanowił nie kandydować
- Antoine Pinay, były premier (1952-1953) i minister finansów w gabinecie de Gaulle’a (1958-1920). Pinay cieszył się dużym poparciem wśród umiarkowanej prawicy, oraz sporą popularnością w społeczeństwie (był ongiś jednym z najpopularniejszych premierów). Jednakże jego wiek (tylko rok młodszy od de Gaulle’a), skłonił go do nie stawania w szranki (i tak dożył roku 1994 jako najdłużej żyjący premier Francji w historii)
- Georges Bidault, były minister spraw zagranicznych w rządzie de Gaulle’a po wyzwoleniu, a w roku 1946 głowa państwa i rządu (jakby jednocześnie prezydent, jak go też potocznie zwano, i premier). Stał także na czele rządu w latach 1949–1950. Skonfliktowany z de Gaulle’em na tle polityki wobec Algierii (był potem jednym z politycznych liderów OAS)
- Jacques Soustelle, jeden z pierwszych londyńskich gaullistów i bliski współpracownik de Gaulle’a przez wiele lat. Swego czasu gubernator generalny Algierii i minister. Jak Bidault poróżniony z prezydentem na tle polityki wobec kolonii i również zamieszany z konspirację OAS
- Valéry Giscard d’Estaing, przywódca Niezależnych Republikanów, czyli stronnictwa umiarkowanej prawicy o orientacji liberalnej. Były minister finansów. Uchodzący za ucznia Pinaya. Przyszły prezydent (1974-1981).

### Kandydaci, którzy wystartowali
- Georges Pompidou, popierany przez gaullistów i Giscarda d’Estaing
- Alain Poher, przewodniczący Senatu reprezentujący umiarkowaną prawicę. Przez dwa miesiące (między rezygnacją de Gaulle’a w zaprzysiężeniem jego obranego następcy) z racji urzędu tymczasowy prezydent (President Par Interim). Początkowo mało znany szybko zaskarbił sobie dużą popularność. Ponownie tymczasowy szef państwa w 1974
- Jacques Duclos, weteran kierownictwa Partii Komunistycznej, oczywiście przez nią popierany
- Gaston Defferre, potencjalny kandydat w 1965, teraz reprezentujący całą lewicę niekomunistyczną
- Michel Rocard, szef Zjednoczonej Partii Socjalistycznej (niekomunistycznej, ale na lewo od socjalistów), przyszły premier (1988-1991) i lider Parti Socialiste
- Louis Ducatel, niezależny
- Alain Krivine, trockista

## Pierwsza tura (1 czerwca 1969)
| Kandydat         | Partia                                  | Liczba głosów | Procent głosów |
| ---------------- | --------------------------------------- | ------------- | -------------- |
| Georges Pompidou | Gaulliści (UDR)                         | 10 051 816    | 44,46%         |
| Alain Poher      | Ludowy Ruch Republikański (PDM)         | 5 268 561     | 23,30%         |
| Jacques Duclos   | Komunistyczna Partia Francji (PCF)      | 4 808 285     | 21,27%         |
| Gaston Defferre  | Lewica niekomunistyczna (SFIO)          | 1 133 222     | 5,01%          |
| Michel Rocard    | Zjednoczona Partia Socjalistyczna (PSU) | 816 471       | 3,61%          |
| Louis Ducatel    | Niezależny                              | 286 447       | 1,26%          |
| Alain Krivine    | Rewolucyjna Liga Komunistyczna (LCR)    | 239 106       | 1,05%          |

## Druga tura (15 czerwca 1969)
| Prezydent | Georges Pompidou               | Georges Pompidou            |             |
| Oponent   | Alain Poher                    | Alain Poher                 | Alain Poher |
| Głosy     | Zwycięzca: 11 064 371 (58,21%) | Oponent: 7 943 118 (41,79%) |             |

Defferre poparł otwarcie w drugiej turze Pohera